# Frota de aeronaves da LATAM Airlines Brasil
| Esta lista foi atualizada pela última vez no dia 1 de Junho de 2024 e pode não refletir a situação atual da companhia. |

A frota de aeronaves da LATAM Airlines Brasil é composta por 140 aeronaves, e da LATAM Airlines Group tem 333 aeronaves com idade média de 9.3 anos em março de 2020. 

## Frota
| Aeronaves               | Quantidade | Pedidos | Passageiros | Passageiros | Passageiros | Notas                                 |
| Aeronaves               | Quantidade | Pedidos | B           | E           | Total       | Notas                                 |
| ----------------------- | ---------- | ------- | ----------- | ----------- | ----------- | ------------------------------------- |
| Airbus A319-100         | 19         | 0–      | –           | 144         | 144         |                                       |
| Airbus A320-200         | 57         | 0-      | 12          | 144         | 156         |                                       |
| Airbus A320-200         | 57         | 0-      | –           | 174         | 174         |                                       |
| Airbus A320neo          | 18         | 0-      | -           | 174         | 174         | Recebeu de volta em 2019 como PR-XBA  |
| Airbus A321-200         | 31         | 0-      | –           | 220         | 220         | 21 equipados com Sharklets            |
| Airbus A321neo          | 14         | 0-      | -           | 220         | 220         | Primeiro A321neo foi entregue em 2023 |
| Boeing 777-300ER        | 10         | 0–      | 56          | 323         | 379         |                                       |
| Boeing 787-9 Dreamliner | 1          | 0-      | 40          | 283         | 313         | Oriundos da LATAM Airlines Chile      |
| Total                   | 150        | -       |             |             |             |                                       |

Galeria

Passe o mouse ou toque o dedo em cima da foto para mais detalhes
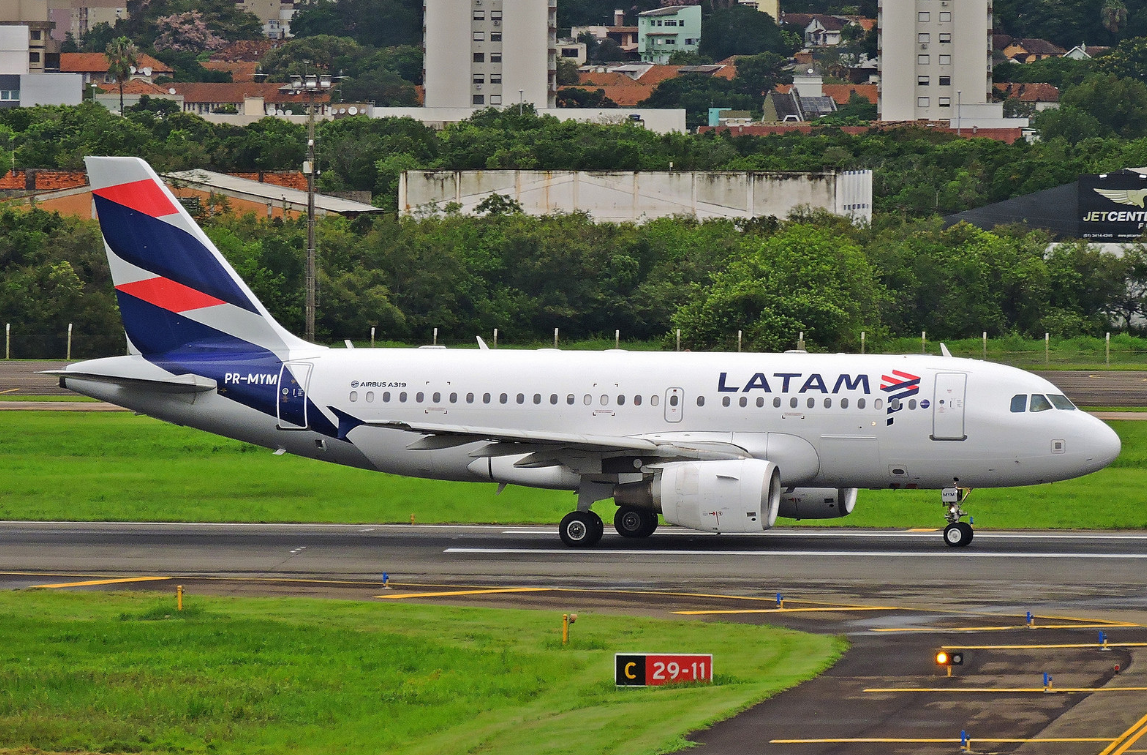
Airbus A319 no Aeroporto de Porto Alegre
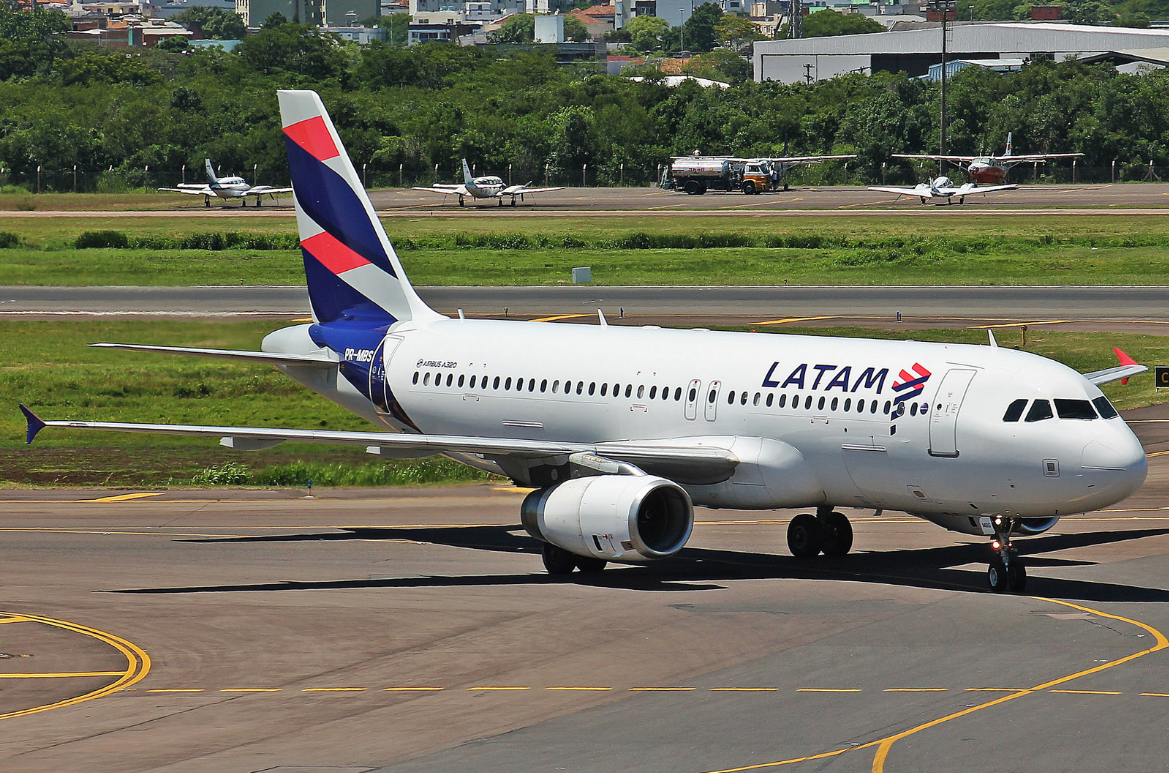
Airbus A320 no Aeroporto de Guarulhos
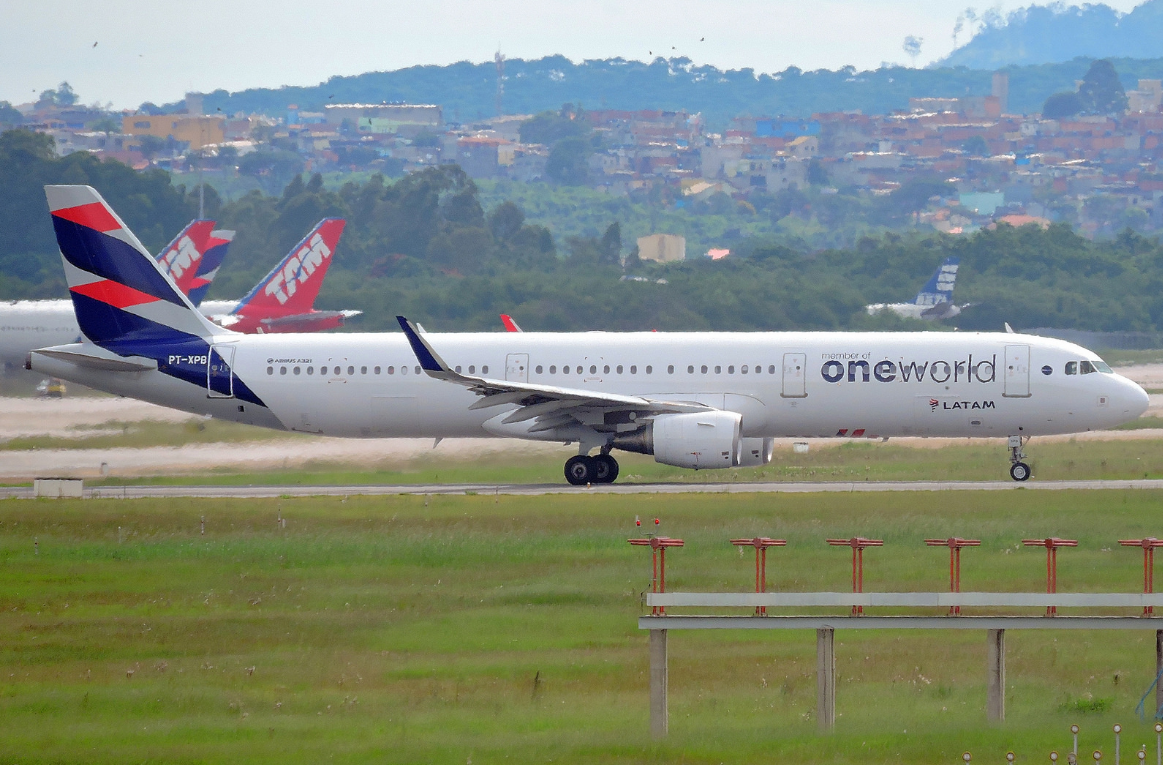
Airbus A321 no Aeroporto de Guarulhos
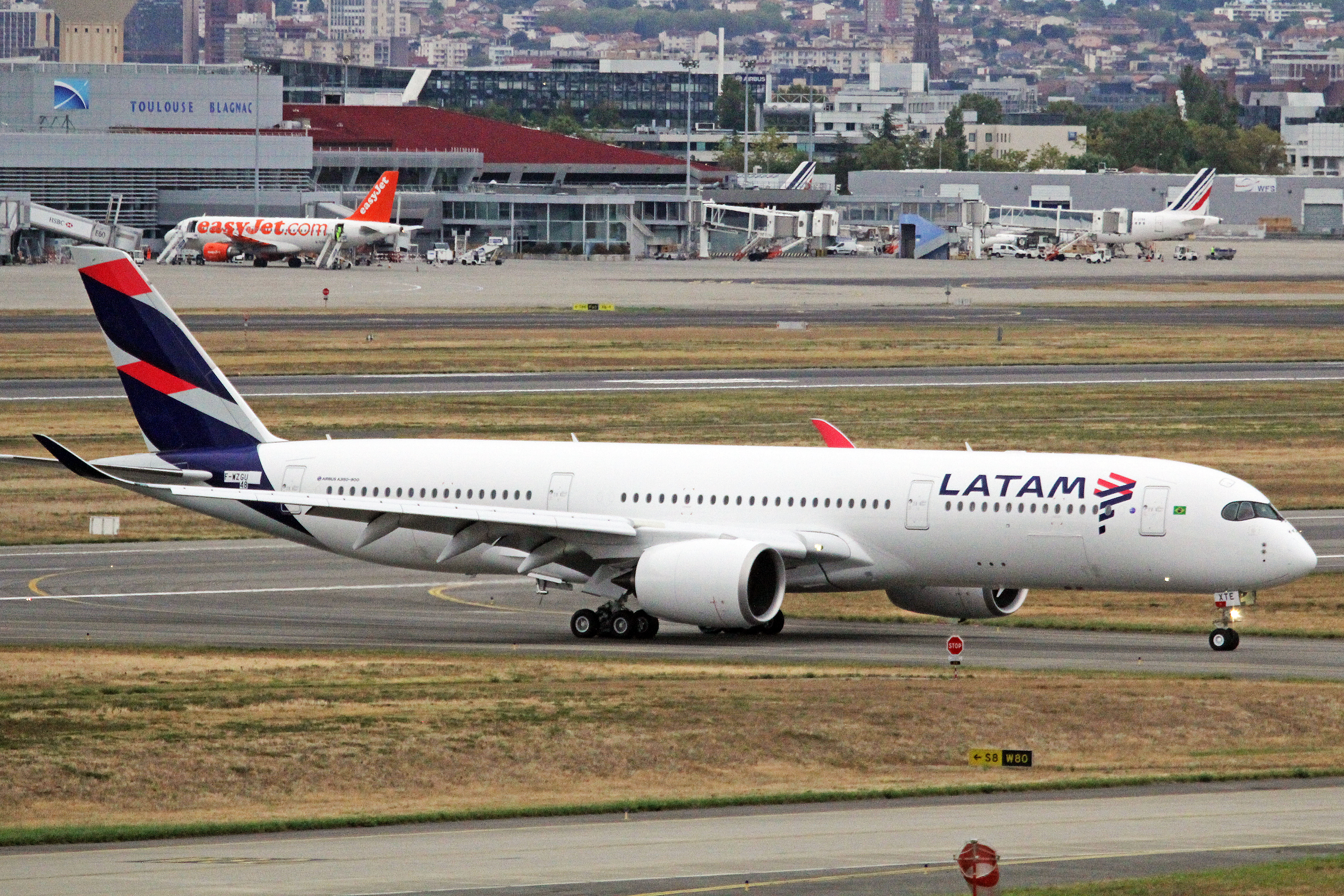
Airbus A350 XWB no Aeroporto de Toulouse-Blagnac
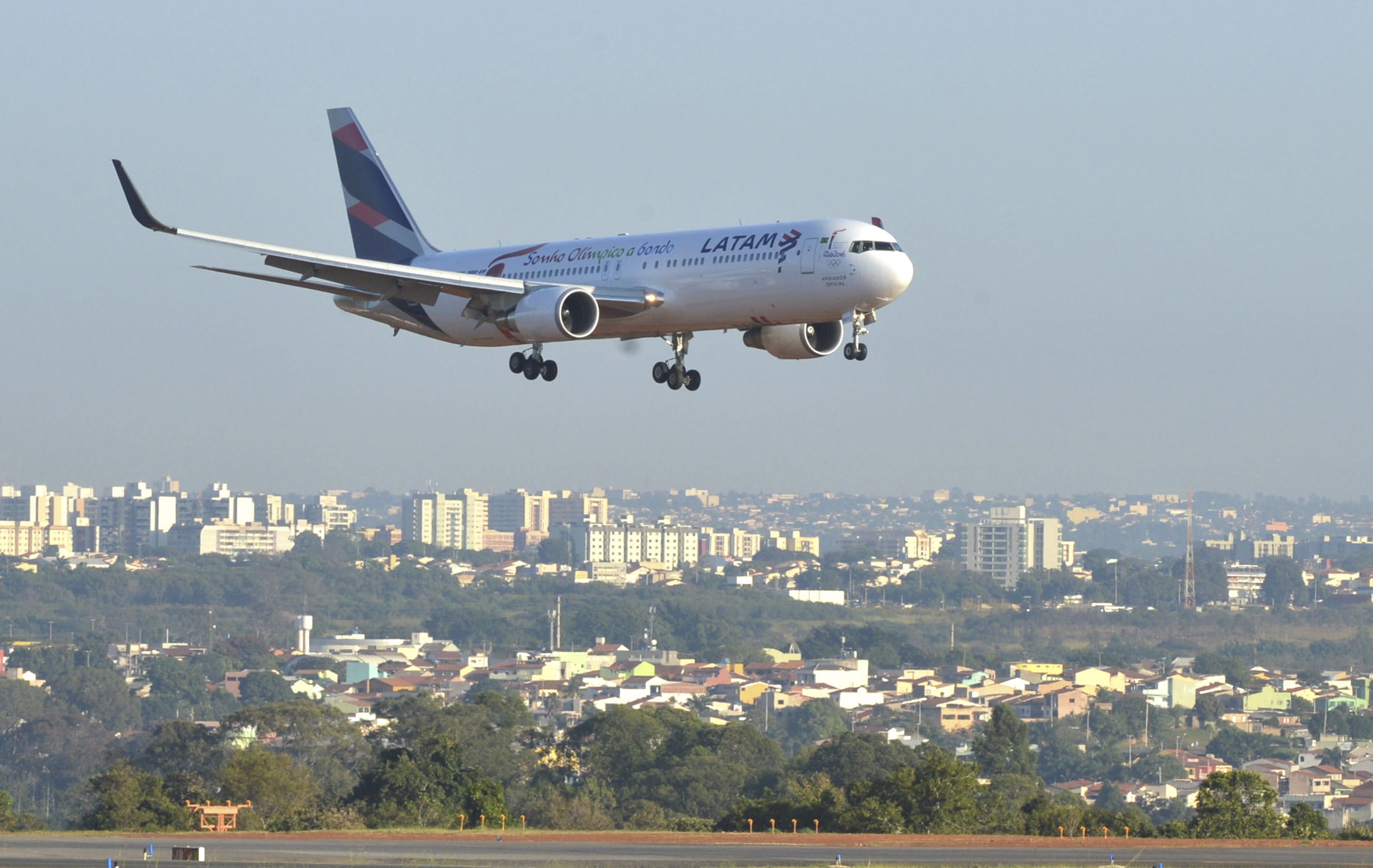
Boeing 767 no Aeroporto de Brasília
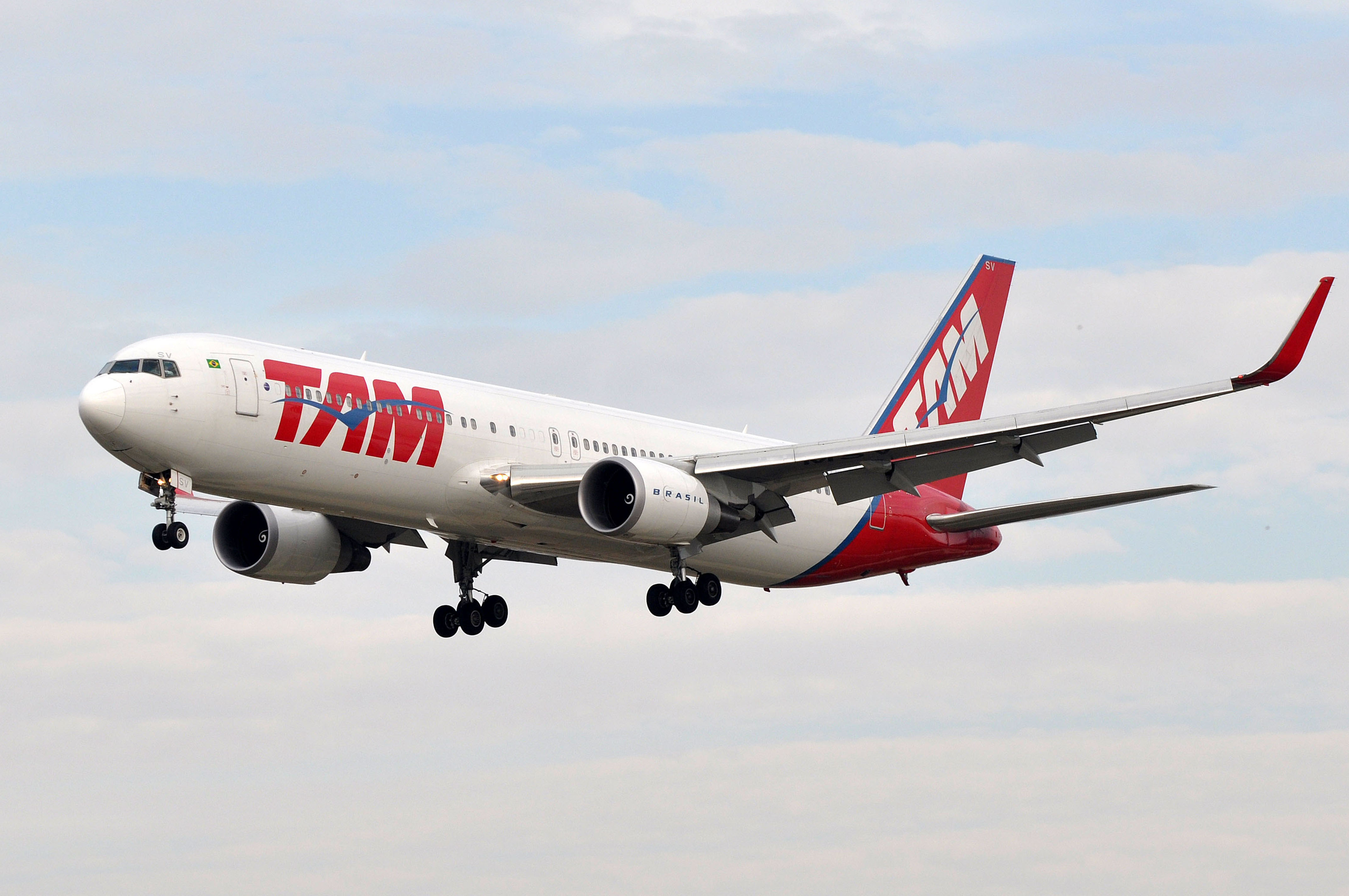
Boeing 767 no Aeroporto de Barcelona
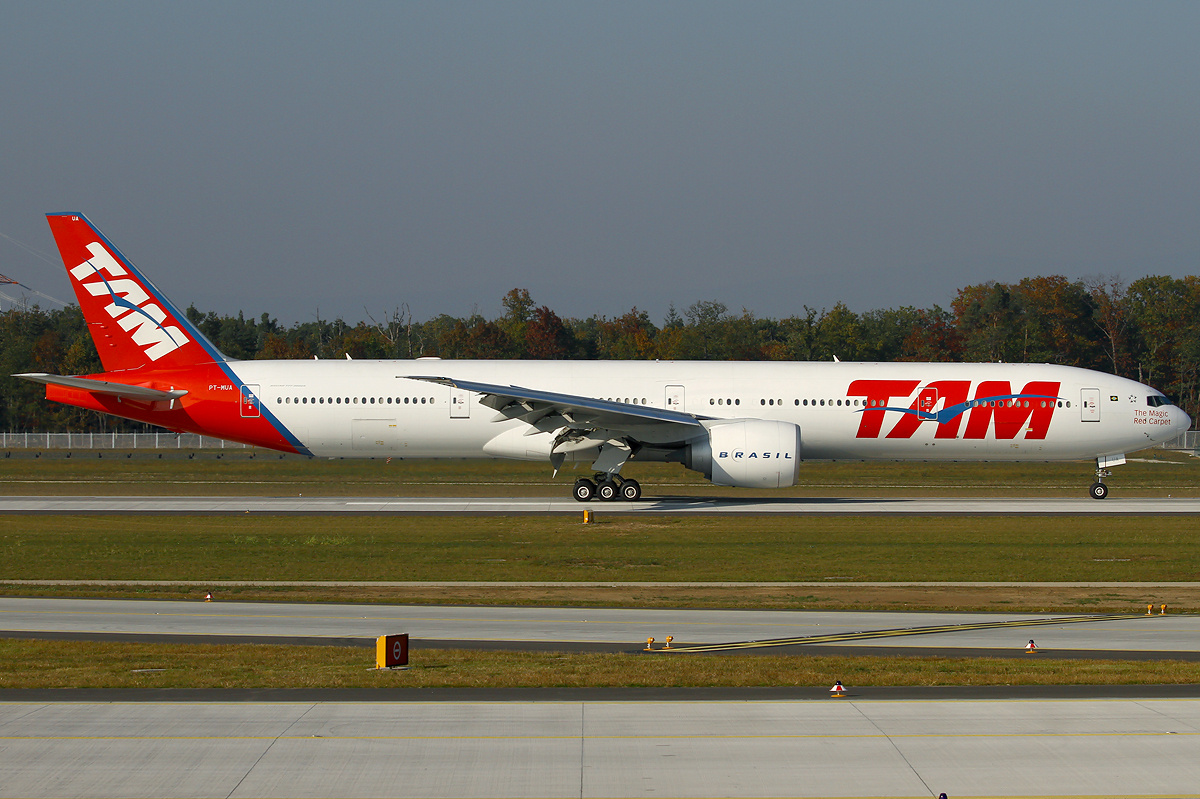
Boeing 777 no Aeroporto de Frankfurt
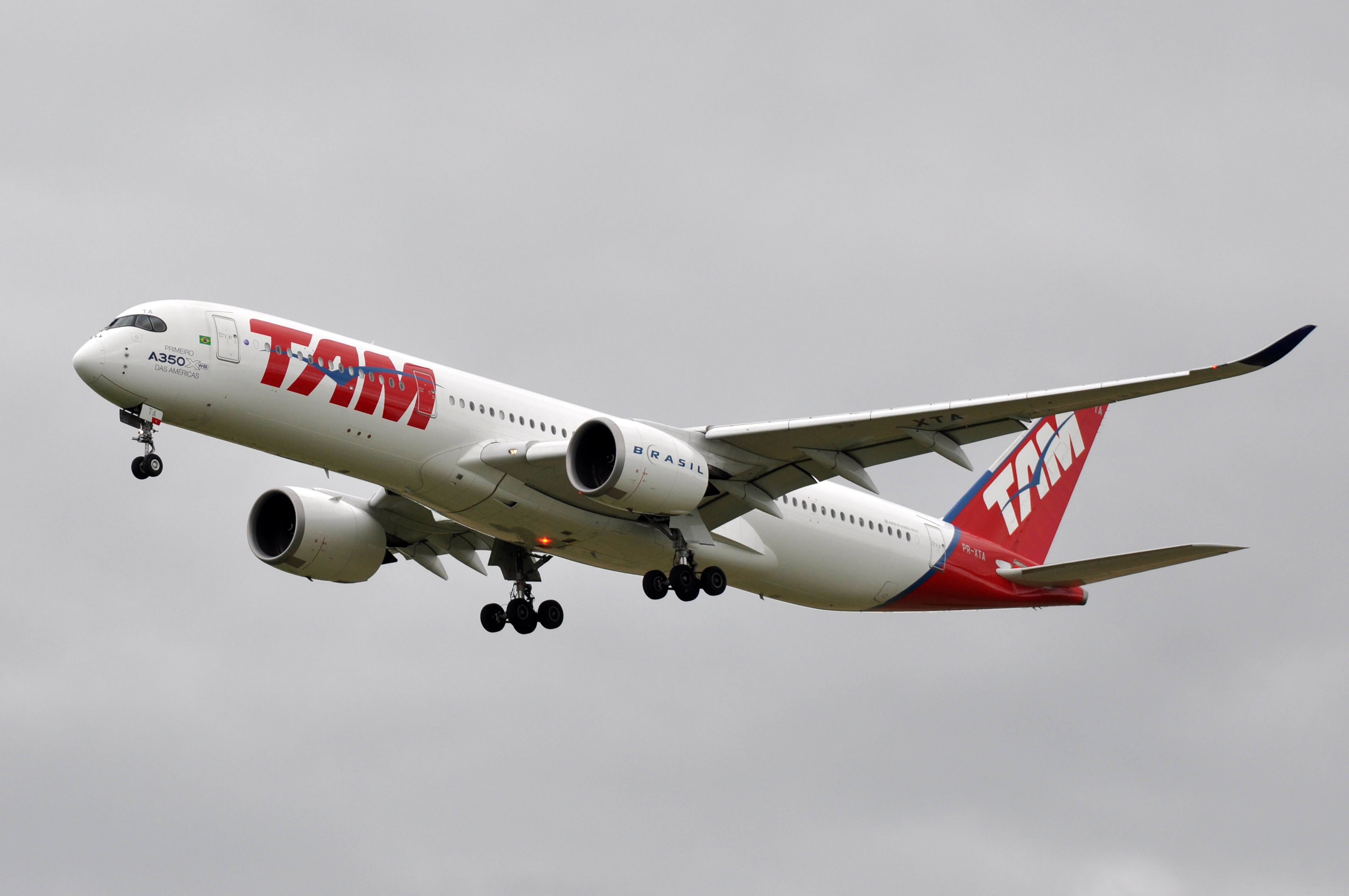
Primeiro Airbus A350 das Américas
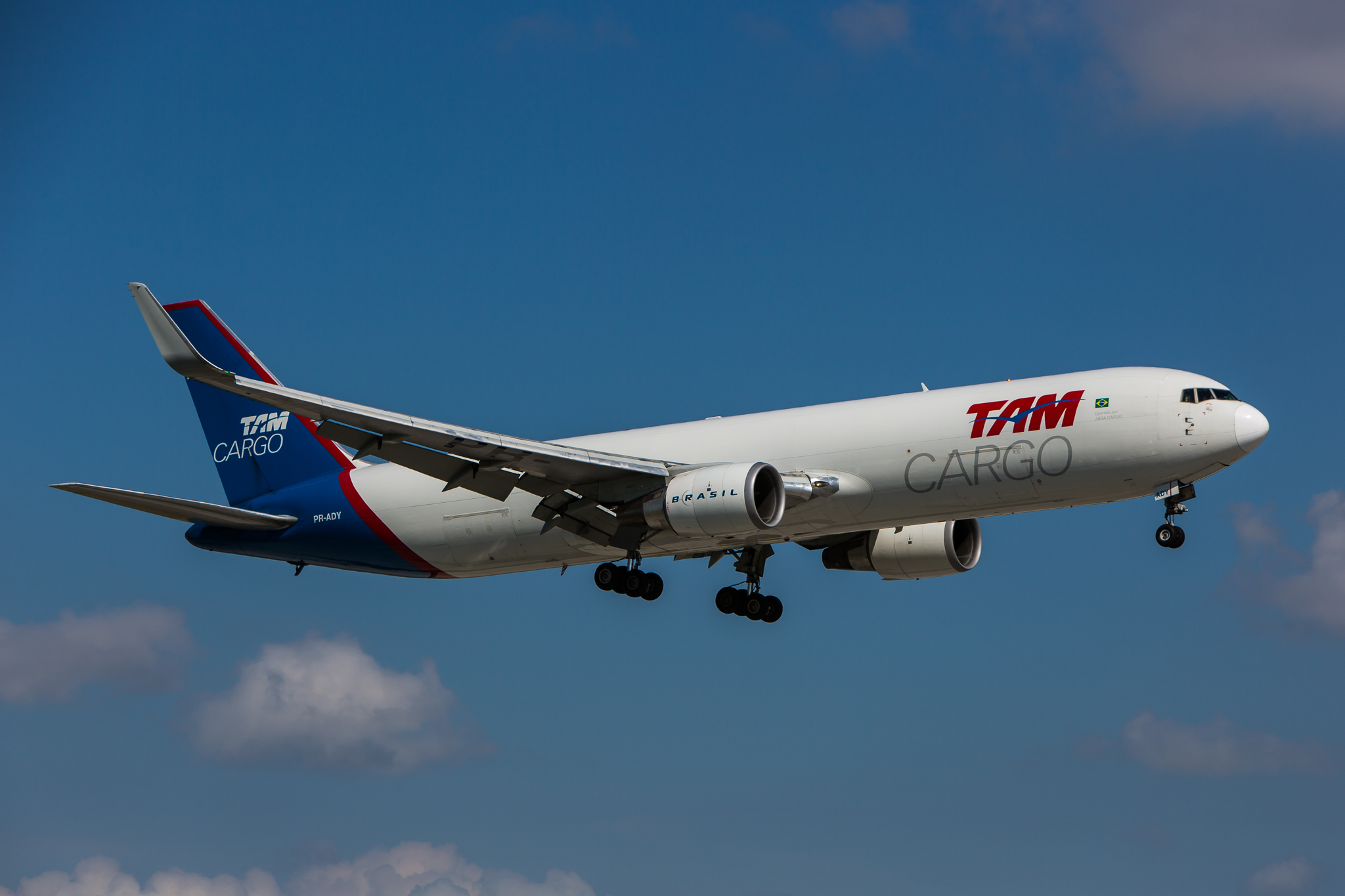
Boeing 767F da LATAM Cargo no Aeroporto de Miami

### Frota histórica
| Aeronave                    | Quantidade | Anos de operação | Notas                                                                                                   |
| --------------------------- | ---------- | ---------------- | --- |
| Embraer EMB-110 Bandeirante | 14         | 1976–1996        | |
| Fokker F27                  | 11         | 1980–2000        | |
| Fokker 50                   | 10         | 1990–2001        | Últimas aeronaves turboélices da TAM.                                                                   |
| Fokker 100                  | 51         | 1991–2008        | Substituídos pelos Airbus A320                                                                          |
| McDonnell Douglas MD-11     | 3          | 2007–2008        | Cedidos pela Boeing devido a atrasos na entrega dos Boeing 777. Devolvidos após a chegada do Boeing 777 |
| Airbus A340                 | 2          | 2007–2011        | Substituídos pelo Boeing 777                                                                            |
| Airbus A350                 | 13         | 2015-2021        | |
| Boeing 767                  | 3          | 2008-2013        | Substituídos por Airbus A330 que estariam sob encomenda                                                 |
| Airbus A330                 | 20         | 1998-2016        | Substituídos por novíssimos Boeing 767 equipados com winglet, provenientes da LAN Chile                 |

## Airbus A319-100
| Prefixo | Aeronave | Serial Number | Fabricado em | Ano de Aquisição | Notas                                                                            |
| ------- | -------- | ------------- | ------------ | ---------------- | -------------------------------------------------------------------------------- |
| PR-MBN  | A319-132 | 3032          | 2007         | 2007             | Motores IAE, Cores LATAM                                                         |
| PR-MBU  | A319-132 | 3588          | 2008         | 2008             | Motores IAE, Cores LATAM. Avião solidário.                                       |
| PR-MBV  | A319-132 | 3595          | 2008         | 2008             | Motores IAE, Cores LATAM                                                         |
| PR-MBW  | A319-132 | 3710          | 2008         | 2008             | Motores IAE, Cores LATAM                                                         |
| PR-MYC  | A319-112 | 3733          | 2008         | 2008             | Motores CFM, Cores LATAM                                                         |
| PR-MYL  | A319-112 | 4734          | 2011         | 2011             | Motores CFM, Cores LATAM                                                         |
| PR-MYM  | A319-112 | 4756          | 2011         | 2011             | Motores CFM, Cores LATAM                                                         |
| PT-TMA  | A319-132 | 4000          | 2009         | 2009             | Nº 4000 na linha da família A320 da Airbus. Motores IAE, Cores LATAM             |
| PT-TMB  | A319-132 | 4163          | 2010         | 2010             | Motores IAE, Cores LATAM                                                         |
| PT-TMC  | A319-132 | 4171          | 2010         | 2010             | Motores IAE, Cores LATAM                                                         |
| PT-TMD  | A319-132 | 4192          | 2010         | 2010             | Motores IAE, Cores LATAM                                                         |
| PT-TME  | A319-132 | 4389          | 2010         | 2010             | Motores IAE, Cores LATAM                                                         |
| PT-TMG  | A319-132 | 4773          | 2011         | 2011             | Motores IAE, Cores LATAM                                                         |
| PT-TMI  | A319-132 | 5345          | 2012         | 2012             | Motores IAE, Cores LATAM                                                         |
| PT-TML  | A319-132 | 2887          | 2006         | 2015             | Ex: Lan Airlines CC-CPX. Motores IAE, Cores LATAM                                |
| PT-TMO  | A319-132 | 4563          | 2011         | 2017             | Ex: Lan Airlines CC-BCA; Latam Airlines Equador HC-CPQ. Motores IAE, Cores LATAM |
| PT-TMT  |          | 2321          | 2004         | 2022             | Ex: Lan Airlines e Latam Airlines Colômbia CC-CPE. Motores IAE, Cores LATAM      |
| PT-TPA  | A319-112 | 5005          | 2012         | 2022             | Ex: Lan Airlines e Latam Airlines Peru CC-BCE. Motores CFM Cores LATAM           |
| PT-TPB  |          | 5097          | 2012         | 2022             | Ex: Lan Airlines e Latam Airlines Peru CC-BCF. Motores CFM Cores LATAM           |

## Airbus A320
| Prefixo | Aeronave   | Serial Number | Fabricado em | Ano de Aquisição | Notas                                                         |
| ------- | ---------- | ------------- | ------------ | ---------------- | ------------------------------------------------------------- |
| PR-MAG  | A320-232   | 1832          | 2002         | 2002             | Cores LATAM                                                   |
| PR-MAK  | A320-232   | 1825          | 2002         | 2002             | Cores LATAM                                                   |
| PR-MBA  | A320-232   | 2734          | 2006         | 2006             | Cores LATAM                                                   |
| PR-MBF  | A320-232   | 2896          | 2006         | 2006             | Cores LATAM                                                   |
| PR-MBG  | A320-232   | 1459          | 2001         | 2006             | Ex: Niki(airline) OE-LOR. Cores LATAM                         |
| PR-MBH  | A320-232   | 2904          | 2006         | 2006             | Cores LATAM                                                   |
| PR-MHA  | A320-214   | 2924          | 2006         | 2006             | Cores LATAM                                                   |
| PR-MHE  | A320-214   | 3111          | 2007         | 2007             | Cores LATAM                                                   |
| PR-MHF  | A320-214   | 3180          | 2007         | 2007             | Cores LATAM                                                   |
| PR-MHG  | A320-214   | 3002          | 2007         | 2007             | Cores LATAM                                                   |
| PR-MHI  | A320-214   | 3035          | 2007         | 2007             | Cores LATAM                                                   |
| PR-MHJ  | A320-214   | 3047          | 2007         | 2007             | Cores LATAM                                                   |
| PR-MHK  | A320-214   | 3058          | 2007         | 2007             | Cores LATAM                                                   |
| PR-MHM  | A320-214   | 3211          | 2007         | 2007             | Cores LATAM                                                   |
| PR-MHP  | A320-214   | 3266          | 2007         | 2007             | Cores LATAM                                                   |
| PR-MHQ  | A320-214   | 3284          | 2007         | 2007             | Cores LATAM                                                   |
| PR-MHR  | A320-214   | 3313          | 2007         | 2007             | Cores LATAM                                                   |
| PR-MHU  | A320-214   | 3391          | 2008         | 2008             | Cores LATAM                                                   |
| PR-MHW  | A320-214   | 3630          | 2008         | 2008             | Cores LATAM                                                   |
| PR-MHX  | A320-214   | 3565          | 2008         | 2008             | Cores LATAM                                                   |
| PR-MHZ  | A320-214   | 3658          | 2008         | 2008             | Cores LATAM                                                   |
| PR-MYA  | A320-214   | 3662          | 2008         | 2008             | Cores LATAM                                                   |
| PR-MYH  | A320-214   | 4441          | 2010         | 2010             | Cores LATAM                                                   |
| PR-MYI  | A320-214   | 4446          | 2010         | 2010             | Cores LATAM                                                   |
| PR-MYJ  | A320-214   | 4465          | 2010         | 2010             | Cores LATAM                                                   |
| PR-MYK  | A320-214   | 4544          | 2010         | 2010             | Pintura especial voa Brasil, Cores LATAM                      |
| PR-MYN  | A320-214   | 4953          | 2011         | 2011             | Cores LATAM                                                   |
| PR-MYO  | A320-214   | 4974          | 2011         | 2011             | Cores LATAM                                                   |
| PR-MYP  | A320-214   | 5066          | 2012         | 2012             | Cores LATAM                                                   |
| PR-MYQ  | A320-214   | 5101          | 2012         | 2012             | Cores LATAM                                                   |
| PR-MYR  | A320-214   | 5107          | 2012         | 2012             | Cores LATAM                                                   |
| PR-MYT  | A320-214   | 5184          | 2012         | 2012             | Cores LATAM                                                   |
| PR-MYV  | A320-214   | 5222          | 2012         | 2012             | Cores LATAM                                                   |
| PR-MYW  | A320-214   | 5240          | 2012         | 2012             | Cores LATAM                                                   |
| PR-MYX  | A320-214WL | 5342          | 2012         | 2012             | Convertido para Sharklets e Cores LATAM                       |
| PR-MYY  | A320-214WL | 5591          | 2013         | 2013             | Primeira aeronave da TAM equipada com Sharklets. Cores LATAM  |
| PR-MYZ  | A320-214WL | 5621          | 2013         | 2013             | Equipado com Sharklets e Cores LATAM                          |
| PR-TQB  | A320-214   | 4827          | 2011         | 2021             | Ex: Gulf Air A9C-AM. Cores LATAM                              |
| PR-TQC  | A320-214   | 4860          | 2011         | 2021             | Ex: Gulf Air A9C-AO. Cores LATAM                              |
| PR-TYA  | A320-214WL | 5643          | 2013         | 2013             | Equipado com Sharklets e Cores LATAM                          |
| PR-TYD  | A320-214WL | 5749          | 2013         | 2013             | Equipado com Sharklets e Cores LATAM                          |
| PR-TYF  | A320-214WL | 5752          | 2013         | 2013             | Equipado com Sharklets e Cores LATAM                          |
| PR-TYH  | A320-214WL | 5883          | 2013         | 2013             | Equipado com Sharklets e Cores LATAM                          |
| PR-TYI  | A320-214WL | 6139          | 2014         | 2019             | Equipado com Sharklets, ex PR-OCB, Avianca Brasil Cores LATAM |
| PR-TYJ  | A320-214WL | 6173          | 2014         | 2019             | Equipado com Sharklets, ex PR-OCD, Avianca Brasil Cores LATAM |
| PR-TYK  | A320-214WL | 6528          | 2015         | 2019             | Equipado com Sharklets, ex PR-OCH, Avianca Brasil Cores LATAM |
| PR-TYL  | A320-214WL | 6536          | 2015         | 2019             | Equipado com Sharklets, ex PR-OCI, Avianca Brasil Cores LATAM |
| PR-TYM  | A320-214WL | 6561          | 2015         | 2019             | Equipado com Sharklets, ex PR-OCM, Avianca Brasil Cores LATAM |
| PR-TYN  | A320-214WL | 6598          | 2015         | 2019             | Equipado com Sharklets, ex PR-OCN, Avianca Brasil Cores LATAM |
| PR-TYO  | A320-214WL | 6634          | 2015         | 2019             | Equipado com Sharklets, ex PR-OCO, Avianca Brasil Cores LATAM |
| PR-TYP  | A320-214WL | 6800          | 2015         | 2019             | Equipado com Sharklets, ex PR-OCT, Avianca Brasil Cores LATAM |
| PR-TYQ  | A320-214WL | 6806          | 2015         | 2019             | Equipado com Sharklets, ex PR-OCV, Avianca Brasil Cores LATAM |
| PR-TYR  | A320-214WL | 6813          | 2015         | 2019             | Equipado com Sharklets, ex PR-OCW, Avianca Brasil Cores LATAM |
| PR-TYS  | A320-214WL | 6689          | 2015         | 2019             | Equipado com Sharklets, ex PR-OCQ, Avianca Brasil Cores LATAM |
| PR-TYT  | A320-214WL | 6712          | 2015         | 2019             | Equipado com Sharklets, ex PR-OCR, Avianca Brasil Cores LATAM |
| PR-TYU  | A320-214WL | 6871          | 2015         | 2019             | Equipado com Sharklets, ex PR-OCY, Avianca Brasil Cores LATAM |
| PR-TYV  | A320-214WL | 6876          | 2016         | 2019             | Equipado com Sharklets, ex PR-OBB, Avianca Brasil Cores LATAM |
| PT-MZL  | A320-232   | 1376          | 2001         | 2001             | Cores LATAM                                                   |

## Airbus A320neo
| Prefixo | Aeronave         | Classes e poltronas | Serial Number | Fabricado em | Ano de Aquisição | Notas                                                                                         |
| ------- | ---------------- | ------------------- | ------------- | ------------ | ---------------- | --------------------------------------------------------------------------------------------- |
| PR-XBA  | Airbus A320-271N | Y174                | 8529          | 2018         | 2019             | Cores LATAM                                                                                   |
| PR-XBB  | Airbus A320-273N | Y174                | 8495          | 2019         | 2019             | Cores LATAM                                                                                   |
| PR-XBC  | Airbus A320-273N | Y174                | 8596          | 2019         | 2019             | Cores LATAM                                                                                   |
| PR-XBD  | Airbus A320-273N | Y174                | 8635          | 2019         | 2019             | Cores LATAM                                                                                   |
| PR-XBE  | Airbus A320-273N | Y174                | 9190          | 2019         | 2019             | Cores LATAM PASS                                                                              |
| PR-XBF  | Airbus A320-273N | Y174                | 9324          | 2019         | 2019             | Cores LATAM                                                                                   |
| PR-XBG  | Airbus A320-271N | Y174                | 11725         | 2024         | 2024             | Com a máscara preta Cores LATAM pintura especial do Brasil                                    |
| PR-XBH  | Airbus A320-271N | Y174                | 11597         | 2023         | 2023             | Pintura especial voa Brasil, motores PW, Cores Cores LATAM                                    |
| PR-XBI  | Airbus A320-271N | Y174                | 10949         | 2022         | 2022             | Cores LATAM                                                                                   |
| PR-XBJ  | Airbus A320-271N | Y174                | 11139         | 2022         | 2022             | Pintura especial voa Brasil, motores PW, Cores Cores LATAM                                    |
| PR-XBK  | Airbus A320-271N | Y174                | 11228         | 2022         | 2022             | Pintura especial voa Brasil, motores PW, Cores Cores LATAM                                    |
| PR-XBL  | Airbus A320-271N | Y174                | 11293         | 2022         | 2022             | Pintura especial voa Brasil, motores PW, Cores Cores LATAM                                    |
| PR-XBM  | Airbus A320-271N | Y174                | 11482         | 2023         | 2023             | Cores LATAM                                                                                   |
| PR-XBN  | Airbus A320-271N | Y174                | 11522         | 2023         | 2023             | Cores LATAM                                                                                   |
| PR-XBO  | Airbus A320-271N | Y174                | 11572         | 2023         | 2023             | Pintura especial voa Brasil, motores PW, Cores Cores LATAM                                    |
| PR-XBP  | Airbus A320-271N | Y174                | 11629         | 2023         | 2023             | Primeiro A320neo da Grupo LATAM com a máscara preta, pintura especial voa Brasil, Cores LATAM |
| PR-XBQ  | Airbus A320-271N | Y174                | 11803         | 2023         | 2023             | Com a máscara preta Cores LATAM                                                               |
| PR-XBR  | Airbus A320-271N | Y174                | 11817         | 2023         | 2023             | Com a máscara preta Cores LATAM                                                               |

## Airbus A321-200
| Prefixo | Aeronave         | Classes e poltronas | Serial Number | Fabricado em | Ano de Aquisição | Notas                                                                          |
| ------- | ---------------- | ------------------- | ------------- | ------------ | ---------------- | ------------------------------------------------------------------------------ |
| PT-MXA  | Airbus A321-231  | Y220                | 3222          | 2007         | 2007             | Motores IAE. Primeiro Airbus A321 da TAM. Cores LATAM                          |
| PT-MXB  | Airbus A321-231  | Y220                | 3229          | 2007         | 2007             | Motores IAE. Cores LATAM                                                       |
| PT-MXC  | Airbus A321-231  | Y220                | 3294          | 2007         | 2007             | Motores IAE. Cores LATAM                                                       |
| PT-MXD  | Airbus A321-231  | Y220                | 3761          | 2008         | 2009             | Pintura especial voa Brasil, motores IAE. Cores LATAM                          |
| PT-MXE  | Airbus A321-231  | Y220                | 3816          | 2008         | 2009             | Motores IAE. Cores LATAM                                                       |
| PT-MXF  | Airbus A321-231  | Y220                | 4352          | 2010         | 2010             | Motores IAE. Cores LATAM                                                       |
| PT-MXG  | Airbus A321-231  | Y220                | 4358          | 2010         | 2010             | Motores IAE. Cores LATAM                                                       |
| PT-MXH  | Airbus A321-231  | Y220                | 4570          | 2011         | 2011             | Motores IAE. Cores LATAM                                                       |
| PT-MXI  | Airbus A321-231  | Y220                | 4662          | 2011         | 2011             | Motores IAE. Cores LATAM                                                       |
| PT-MXJ  | Airbus A321-231W | Y220                | 5528          | 2013         | 2013             | Motores IAE. Convertido para Sharklets Cores LATAM                             |
| PT-MXL  | Airbus A321-231W | Y220                | 5947          | 2014         | 2014             | Motores IAE. Primeiro Airbus A321 da TAM equipado com Sharklets. Cores LATAM   |
| PT-MXM  | Airbus A321-231W | Y220                | 5987          | 2014         | 2014             | Equipado com Sharklets, e Motores IAE. Cores LATAM                             |
| PT-MXN  | Airbus A321-231W | Y220                | 6097          | 2014         | 2014             | Equipado com Sharklets, e Motores IAE. Cores LATAM                             |
| PT-MXO  | Airbus A321-231W | Y220                | 6121          | 2014         | 2014             | Equipado com Sharklets, e Motores IAE. Cores LATAM                             |
| PT-MXP  | Airbus A321-231W | Y220                | 6163          | 2014         | 2014             | Equipado com Sharklets, e Motores IAE. Cores LATAM                             |
| PT-MXQ  | Airbus A321-231W | Y220                | 6165          | 2014         | 2014             | Pintura especial voa Brasil Equipado com Sharklets, e Motores IAE. Cores LATAM |
| PT-XPA  | Airbus A321-211W | Y220                | 6409          | 2014         | 2014             | Primeiro Airbus A321 da TAM equipado com motores CFM. Cores LATAM              |
| PT-XPB  | Airbus A321-211W | Y220                | 6414          | 2014         | 2014             | Equipado com Sharklets,e motores CFM Cores LATAM                               |
| PT-XPC  | Airbus A321-211W | Y220                | 6592          | 2015         | 2015             | Equipado com Sharklets,e motores CFM Cores LATAM                               |
| PT-XPD  | Airbus A321-211W | Y220                | 6632          | 2015         | 2015             | Equipado com Sharklets,e motores CFM Cores LATAM                               |
| PT-XPE  | Airbus A321-211W | Y220                | 6658          | 2015         | 2015             | Equipado com Sharklets,e motores CFM Cores LATAM                               |
| PT-XPF  | Airbus A321-211W | Y220                | 6670          | 2015         | 2015             | Equipado com Sharklets,e motores CFM Cores LATAM                               |
| PT-XPG  | Airbus A321-211W | Y220                | 6685          | 2015         | 2015             | Equipado com Sharklets,e motores CFM Cores LATAM                               |
| PT-XPH  | Airbus A321-211W | Y220                | 6718          | 2015         | 2015             | Equipado com Sharklets,e motores CFM Cores LATAM                               |
| PT-XPI  | Airbus A321-211W | Y220                | 6729          | 2015         | 2015             | Equipado com Sharklets,e motores CFM Cores LATAM                               |
| PT-XPJ  | Airbus A321-211W | Y220                | 6798          | 2015         | 2015             | Equipado com Sharklets,e motores CFM Cores LATAM                               |
| PT-XPL  | Airbus A321-211W | Y220                | 6895          | 2015         | 2015             | Equipado com Sharklets,e motores CFM Cores LATAM                               |
| PT-XPM  | Airbus A321-211W | Y220                | 6949          | 2016         | 2016             | Equipado com Sharklets,e motores CFM Cores LATAM                               |
| PT-XPN  | Airbus A321-211W | Y220                | 7005          | 2016         | 2016             | Equipado com Sharklets,e motores CFM Cores LATAM                               |
| PT-XPO  | Airbus A321-211W | Y220                | 7098          | 2016         | 2016             | Equipado com Sharklets,e motores CFM Cores LATAM                               |
| PT-XPQ  | Airbus A321-211W | Y220                | 7081          | 2016         | 2016             | Equipado com Sharklets,e motores CFM Cores LATAM                               |

## Airbus A321neo
| Prefixo | Aeronave          | Serial Number | Fabricado em | Ano de Aquisição | Notas                                                    |
| ------- | ----------------- | ------------- | ------------ | ---------------- | -------------------------------------------------------- |
| PS-LBA  | Airbus A321-271NX | 11524         | 2023         | 2023             | Motores PW, Cores LATAM                                  |
| PS-LBB  | Airbus A321-271NX | 11531         | 2023         | 2023             | Primeiro A321neo do Grupo LATAM. Motores PW, Cores LATAM |
| PS-LBC  | Airbus A321-271NX | 11575         | 2023         | 2023             | Motores PW, Cores LATAM                                  |
| PS-LBD  | Airbus A321-271NX | 11618         | 2024         | 2024             | Motores PW, Cores LATAM                                  |
| PS-LBE  | Airbus A321-271NX | 11659         | 2023         | 2023             | Motores PW, Cores LATAM                                  |
| PS-LBF  | Airbus A321-271NX | 11675         | 2023         | 2023             | Motores PW, Cores LATAM                                  |
| PS-LBG  | Airbus A321-271NX | 11701         | 2023         | 2023             | Pintura especial voa Brasil, motores PW, Cores LATAM     |
| PS-LBH  | Airbus A321-271NX | 11730         | 2024         | 2024             | Pintura especial voa Brasil, motores PW, Cores LATAM     |
| PS-LBI  | Airbus A321-271NX | 11824         | 2023         | 2023             | Motores PW, Cores LATAM                                  |
| PS-LBJ  | Airbus A321-271NX | 11723         | 2024         | 2024             | Pintura especial voa Brasil, motores PW, Cores LATAM     |
| PS-LBK  | Airbus A321-271NX | 11678         | 2024         | 2024             | Motores PW, Cores LATAM                                  |
| PS-LBL  | Airbus A321-271NX | 11659         | 2024         | 2024             | Motores PW, Cores LATAM                                  |
| PS-LBM  | Airbus A321-271NX | 11949         | 2024         | 2024             | Motores PW, Cores LATAM                                  |
| PS-LBN  | Airbus A321-271NX | 11751         | 2024         | 2024             | Motores PW, Cores LATAM                                  |

## Boeing 767-300ER
| Prefixo | Aeronave         | Serial Number | Fabricado em | Ano de Aquisição | Notas                                                          |
| ------- | ---------------- | ------------- | ------------ | ---------------- | -------------------------------------------------------------- |
| PT-MSO  | Boeing 767-316ER | 41747         | 2012         | 2013             | Ex. LAN CC-BDG / Equipado com Winglets. Cores TAM              |
| PT-MOD  | Boeing 767-316ER | 40799         | 2017         | 2017             | Ex. LAN Airlines - CC-BDD / Equipado com Winglets. Cores LATAM |

- Rotas: Lisboa, Barcelona, Bogotá, Buenos Aires, Cidade do México, Joanesburgo, Lima, Londres, Manaus, Miami, Milão, Fortaleza, Orlando, Recife, Rio de Janeiro, Santiago, São Paulo, Boston e Las Vegas

## Boeing 777-300ER
| Prefixo | Aeronave         | Serial Number | Fabricado em | Ano de Aquisição | Notas                                                                         |
| ------- | ---------------- | ------------- | ------------ | ---------------- | ----------------------------------------------------------------------------- |
| PT-MUA  | Boeing 777-32WER | 37664/727     | 2008         | 2008             | Primeiro Boeing B777-300ER Sul-americano. Cores LATAM                         |
| PT-MUB  | Boeing 777-32WER | 37665/733     | 2008         | 2008             | Cores LATAM                                                                   |
| PT-MUC  | Boeing 777-32WER | 37666/740     | 2008         | 2008             | Cores LATAM                                                                   |
| PT-MUD  | Boeing 777-32WER | 37667/751     | 2008         | 2009             | Cores LATAM                                                                   |
| PT-MUE  | Boeing 777-32WER | 38886/1036    | 2012         | 2012             | Primeiro Boeing B777-300ER da TAM com a classe "Economy Comfort". Cores LATAM |
| PT-MUF  | Boeing 777-32WER | 38887/1042    | 2012         | 2012             | Cores LATAM                                                                   |
| PT-MUG  | Boeing 777-32WER | 38888/1052    | 2012         | 2012             | Cores LATAM                                                                   |
| PT-MUH  | Boeing 777-32WER | 38889/1059    | 2012         | 2012             | Cores LATAM                                                                   |
| PT-MUI  | Boeing 777-32WER | 40589/1118    | 2013         | 2013             | Cores LATAM                                                                   |
| PT-MUJ  | Boeing 777-32WER | 40588/1128    | 2013         | 2013             | Cores LATAM                                                                   |

- Rotas: Roma, Frankfurt, Lima, Londres, Manaus, Miami, Paris, São Paulo, Orlando, Madrid

## Boeing 787-9 Dreamliner
| Prefixo | Aeronave     | Serial Number | Fabricado em | Ano de aquisição | Notas                                                            |
| ------- | ------------ | ------------- | ------------ | ---------------- | ---------------------------------------------------------------- |
| PS-LAA  | Boeing 787-9 | 38483         | 2019         | 2021             | Ex: CC-BGO na LATAM Airlines Chile Cores LATAM                   |
| CC-BGA  | Boeing 787-9 | 35317         | 2015         | 2015             | Matrícula chilena mas opera na LATAM Airlines Brasil Cores LATAM |
| CC-BGE  | Boeing 787-9 | 38478         | 2016         | 2016             | Matrícula chilena mas opera na LATAM Airlines Brasil Cores LATAM |
| CC-BGF  | Boeing 787-9 | 38479         | 2016         | 2016             | Matrícula chilena mas opera na LATAM Airlines Brasil Cores LATAM |
| CC-BGH  | Boeing 787-9 | 38459         | 2016         | 2016             | Matrícula chilena mas opera na LATAM Airlines Brasil Cores LATAM |
| CC-BGJ  | Boeing 787-9 | 38467         | 2016         | 2016             | Matrícula chilena mas opera na LATAM Airlines Brasil Cores LATAM |
| CC-BGK  | Boeing 787-9 | 38474         | 2016         | 2016             | Matrícula chilena mas opera na LATAM Airlines Brasil Cores LATAM |
| CC-BGN  | Boeing 787-9 | 38764         | 2016         | 2016             | Matrícula chilena mas opera na LATAM Airlines Brasil Cores LATAM |
| CC-BGP  | Boeing 787-9 | 38469         | 2019         | 2019             | Matrícula chilena mas opera na LATAM Airlines Brasil Cores LATAM |

1. ↑  «LATAM Airlines Brasil Fleet Details and History». www.planespotters.net. Consultado em 19 de agosto de 2019
2. ↑  , Retirado do site Planespotters.net, consultado em 18 de Julho de 2017
3. ↑  Brasil. «Consultas ao Registro Aeronáutico Brasileiro (RAB)». Agência Nacional de Aviação Civil (ANAC). Consultado em 17 de outubro de 2021 templatestyles stripmarker character in |autor= at position 1 (ajuda)
4. ↑  Brasil (19 de dezembro de 1986). «Lei nº 7.565 - Dispõe sobre o Código Brasileiro de Aeronáutica». Vide o art. 72. Presidência da República. Consultado em 17 de outubro de 2021 templatestyles stripmarker character in |autor= at position 1 (ajuda)
5. ↑  smallcaps (27 de setembro de 2005). «Lei nº 11.182 - Cria a Agência Nacional de Aviação Civil – ANAC, e dá outras providências». Vide o art. 8º, inciso XVIII. Presidência da República. Consultado em 17 de outubro de 2020 Texto "Brasil " ignorado (ajuda)

1. ↑  Nesta lista é obrigatório que o editor consulte o Registro Aeronáutico Brasileiro (RAB)[3] da Agência Nacional de Aviação Civil (ANAC) antes de efetuar qualquer inclusão, exclusão ou alteração de dados, pois o RAB é o único cadastro oficial de aeronaves brasileiras. Também porque a ANAC é a autoridade governamental da aviação civil brasileira e única entidade incumbida de gerir esse registro.[4][5] Ainda que outras fontes sejam consultadas, as informações eventualmente obtidas deverão ser confirmadas no RAB.